# Brooke Bennett
Brooke Marie Bennett (Tampa, 6 de maio de 1980) é uma nadadora dos Estados Unidos, ganhadora de três medalhas de ouro em Jogos Olímpicos.
Bennett ganhou o primeiro ouro nos 800 metros livres nas Olimpíadas de Atlanta em 1996. Este feito, realizado dias depois de seu avô morrer, foi ofuscado pelo fato de que esta foi a última prova da lendária Janet Evans. Em Sydney 2000, ela ganhou mais duas medalhas de ouro nos 400m e 800 metros, com recorde olímpico na segunda prova. Tentou ir aos Jogos de Atenas em 2004, mas falhou, pois havia feito operações nos ombros em 2001. Planejou também voltar em Pequim 2008, mas não conseguiu.